# Jari Litmanen
Jari Olavi Litmanen (pronunțieⓘ; n. 20 februarie 1971, Lahti, Finlanda) este un fotbalist finlandez retras din activitate, care a jucat pe post de mijlocaș ofensiv sau second striker la echipe ca Ajax, Reipas Lahti⁠(d) și Barcelona. Pe plan internațional, are prezențe la națională pentru Finlanda.
Este considerat a fi cel mai bun fotbalist din istoria Finlandei. A fost ales cel mai bun jucător finlandez din ultimii 50 de ani de Federația Finlandeză de Fotbal la Premiile Jubileului UEFA din 2003.

## Premii
A atins 100 de goluri marcate pentru Ajax Amsterdam  (total 133 goluri în 252 meciuri)

### Club
- Cupa Finlandei: 1992
- Eredivisie: 1994, 1995, 1996, 1998, 2004
- Cupa KNVB: 1993, 1998, 1999
- Supercupa Olandei: 1993, 1994, 1995
- FA Community Shield: 2001
- UEFA Champions League: 1995
- Supercupa Europei: 1995, 2001
- Cupa Intercontinentală: 1995
- Cupa UEFA: 2001

### Personal
- Fotbalistul finlandez al anului: 1990, 1992, 1993, 1994, 1995, 1996, 1997, 1998, 2000
- Finnish Veikkausliiga Player of the Year: 1990
- Sportivul finlandez al anului: 1995
- Fotbalistul olandez al anului: 1993
- Fotbalistul european al anului, locul 8: 1994
- Fotbalistul european al anului, locul 3: 1995
- Golgheterul Olandei: 1993-94
- Golgheterul UEFA Champions League: 1995-96
- Cel mai selecționat jucător din istoria echipei naționale de fotbal a Finlandei
- Cel mai bun marcator din istoria echipei naționale de fotbal a Finlandei
- Cel mai bun marcator din istoria competițiilor europene pentru Ajax Amsterdam cu 26 goluri